# Armand Cardon
Pour les articles homonymes, voir Cardon (homonymie).
Armand Cardon, né le 27 septembre 1860 à Douai (Nord) et mort le 23 septembre 1923 à Neuilly-sur-Seine (Seine), est un homme politique français.

## Biographie

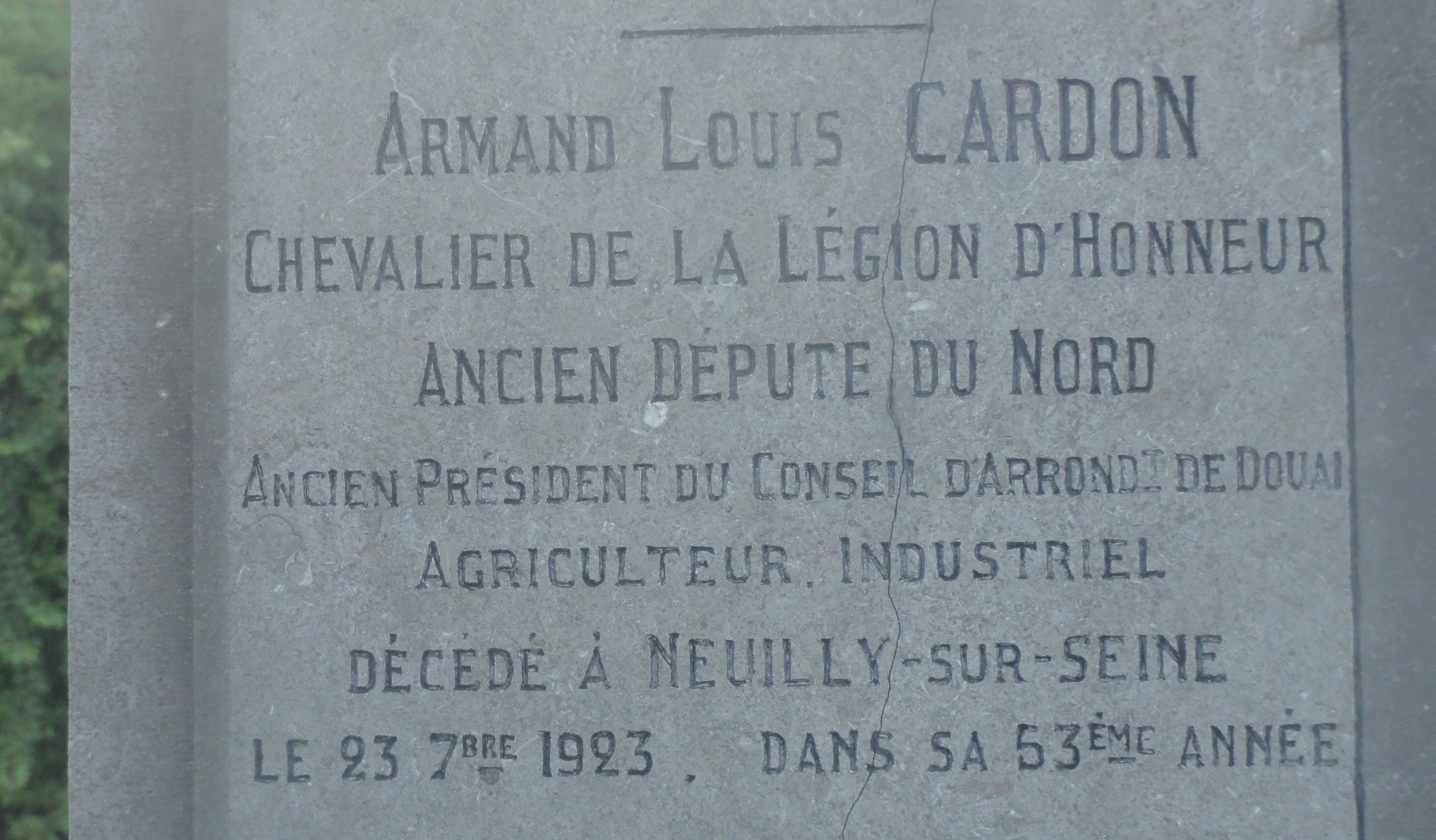
Détail de sa tombe.

Fils de notaire, il est avocat à Douai, puis prend la tête d'une importante exploitation agricole. Il est conseiller d'arrondissement de 1898 à 1910 et président du conseil d'arrondissement de 1901 à 1904. Il est député du Nord de 1900 à 1906, ne s'inscrivant à aucun groupe. Il remplace Raoul Gabriel Ghislain des Rotours (Action libérale), puis est remplacé par Louis Guislain (Union démocratique).
Il est enterré au cimetière de Douai.

## Sources
- « Armand Cardon », dans le Dictionnaire des parlementaires français (1889-1940), sous la direction de Jean Jolly, PUF, 1960 [détail de l’édition]